# لشکر شانزدهم زرهی (ورماخت)
لشکر شانزدهم زرهی (به آلمانی: 16. Panzer-Division) یکی از لشکرهای زرهی نیروی زمینی آلمان در دوره رایش سوم بود که در جنگ جهانی دوم به نبرد پرداخت.

## تاریخچه عملیاتی

### شوروی
در جریان عملیات بارباروسا لشکر شانزدهم زرهی به عنوان بخشی از گروه زرهی ۱ از گروه ارتش جنوب، در روزهای نخست تهاجم در غرب اوکراین، محاصره تانک‌های دشمن دورادور لشکر یازدهم زرهی را شکست. این لشکر در این رزم چهار روزه ۲۶۱ تانک دشمن را منهدم کرد. لشکر، در جریان نبرد محاصره‌ای اومان، روز ۲۱ ژوئیه بر موناستیریشچه در ۵۰ کیلومتری شمال غربی آن مسلط شد. این موقعیت تنها ۲۴ ساعت پیش محل قرارگاه جهت جنوب شرقی سیمیون بودیونی بود.